# 伊利哈姆·阿利耶夫

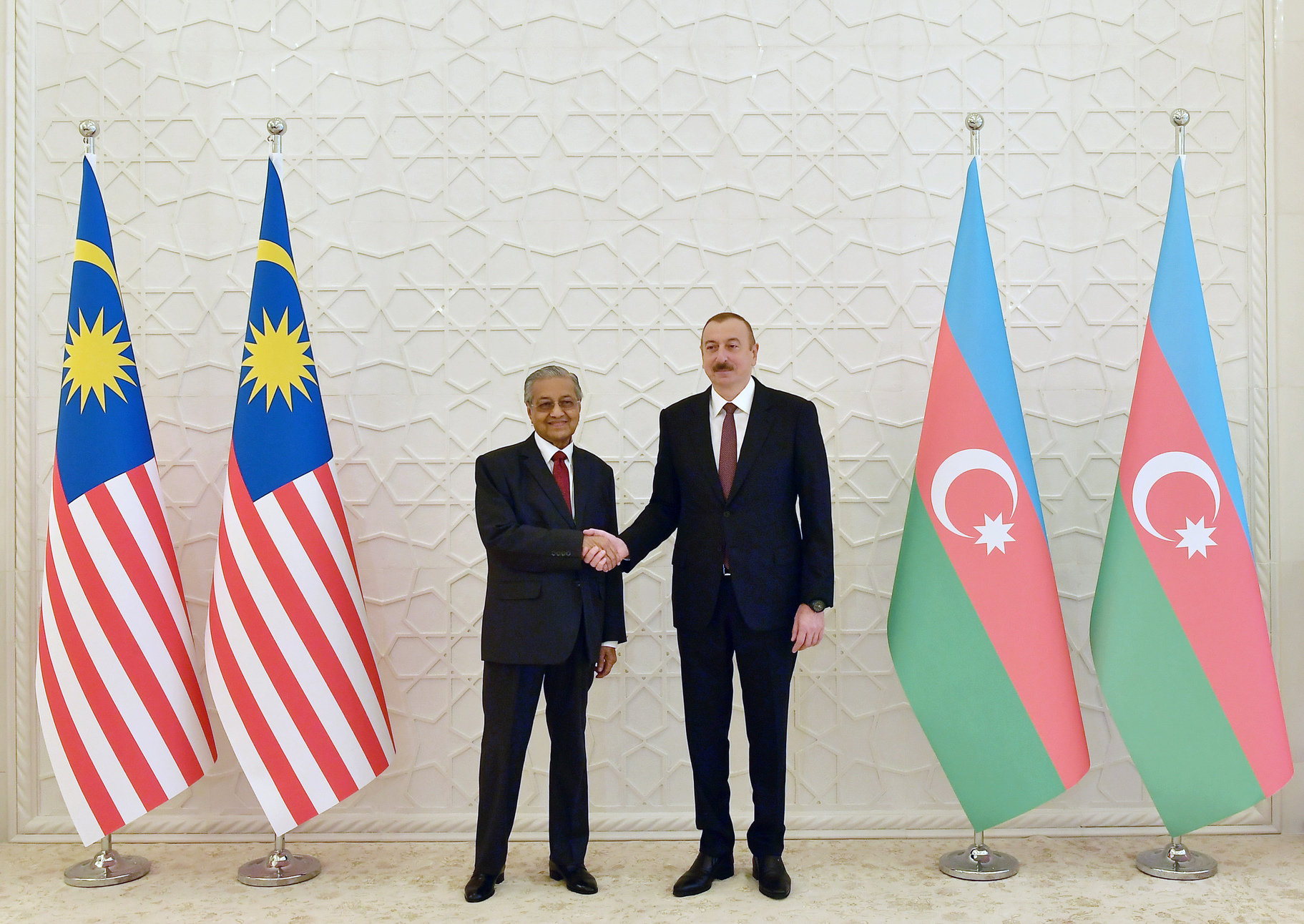
2019年10月26日，阿利耶夫与马来西亚首相马哈迪·莫哈末会面

伊利哈姆·盖达尔·奥格雷·阿利耶夫（發音：[ilˈhɑm hejˈdæɾ oɣˈlu æˈlijef]；1961年12月24日—），阿塞拜疆商人、政治家，新阿塞拜疆党领袖，前阿塞拜疆总统盖达尔·阿利耶夫之子，曾任阿塞拜疆总理，现任阿塞拜疆总统，也是阿塞拜疆共和國國家奧林匹克委員會的主席。2017年2月，他任命他的妻子梅赫里班·阿利耶娃为阿塞拜疆第一副总统。母親是阿塞拜疆眼科學學者扎里法·阿利耶娃。

## 生平
伊利哈姆·阿利耶夫是前阿塞拜疆總統蓋達爾·阿利耶夫之子。母親扎里法·阿利耶娃是阿塞拜疆眼科醫生。他有一個大姊，Sevil Aliyeva。1977年入讀莫斯科國立國際關係學院，1982年作為研究生繼續學業，1985年獲得歷史博士學位。1985年至1990年間他在莫斯科國立國際關係學院任教。1991年至1994年，他擁有了一群私營工商企業。1994年至2003年，他成為了副總統，然後成為國有的國家石油和天然氣公司，阿塞拜疆共和國國家石油公司（SOCAR）副主席。自1997年起，他成為阿塞拜疆共和國國家奧林匹克委員會主席。

## 任內政策

### 外交政策
伊利哈姆·阿利耶夫的外交致力於加強與歐盟的合作，加強與俄羅斯的經濟聯繫，加入北大西洋公約組織的獨立合作夥伴行動計劃，以及與伊斯蘭合作組織保持緊密關係。亞塞拜然政府利用國家的石油財富努力遊說外國，透過精密的洗黑錢以及行賄來收買歐洲政要，誘使官員發表有利或支持亞塞拜然政府的言論，大搞「魚子醬外交」。這在「亞塞拜然自助洗衣店」事件中曝光。
2019年，阿利耶夫在任期間，亞塞拜然獲選為不結盟運動舉辦國，為期三年。

#### 聯合國
伊利哈姆·阿利耶夫參與了聯合國大會第59屆、第65屆和第72屆會議（2004、2010、2017年）並發表講話。

#### 歐盟

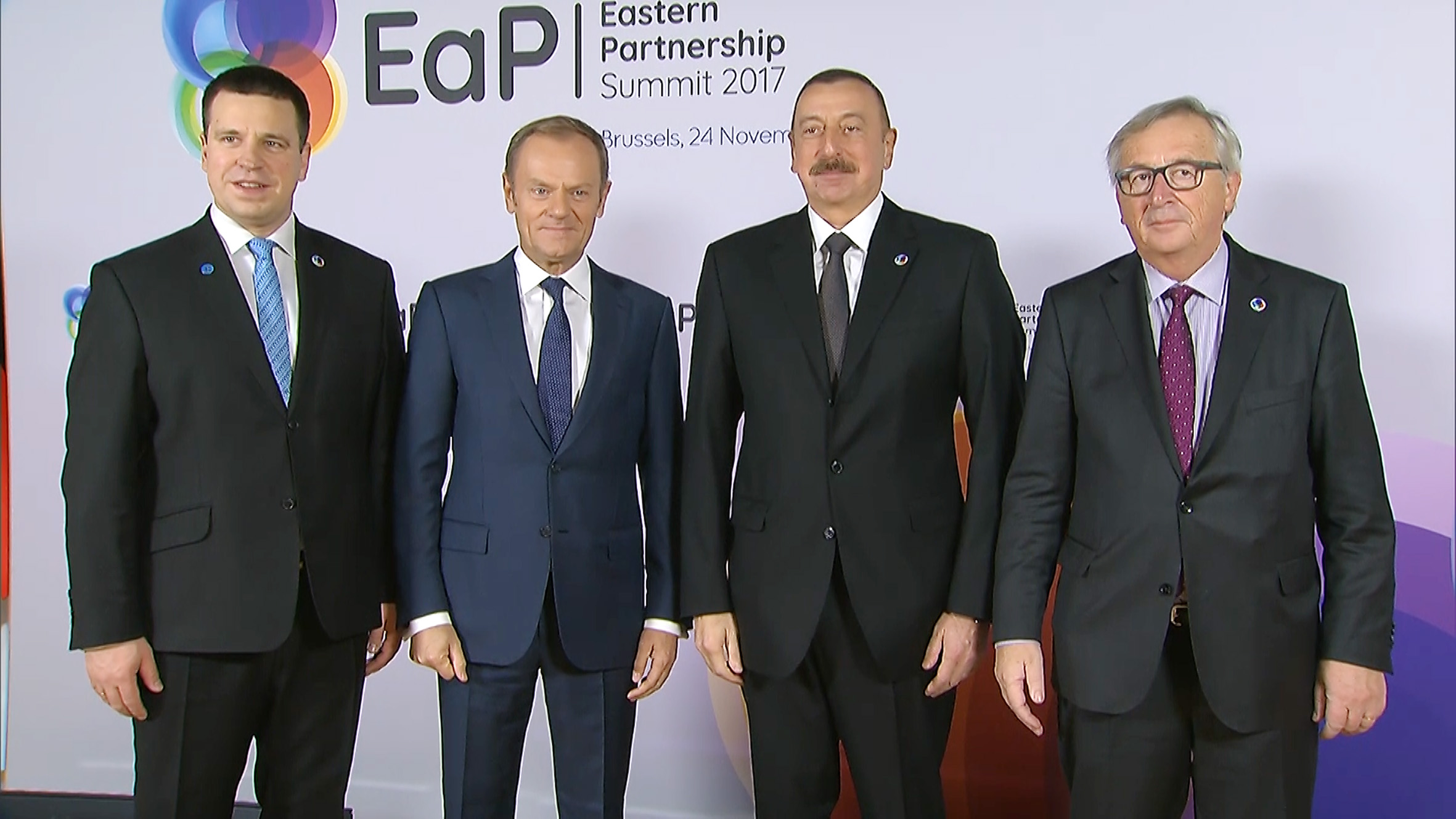
伊利哈姆·阿利耶夫出席2017年歐盟東部夥伴關係峰會，相片中還包括於里·拉塔斯、唐納德·圖斯克和让-克洛德·容克（左至右）

伊利哈姆·阿利耶夫在任內擴大了與歐盟的合作，利用廣受爭議的魚子醬外交驅使歐盟官員支持亞塞拜然的項目。2004年亞塞拜然納入了歐盟的歐洲睦鄰政策。2006年阿利耶夫和歐洲理事會主席馬蒂·萬哈寧聯同歐盟委員會主席若澤·曼努埃爾·巴羅佐簽署諒解備忘錄成為戰略夥伴。
2009年亞塞拜然納入了東部夥伴關係。2011年，阿利耶夫和若澤·曼努埃爾·巴羅佐締結了「南部天然氣走廊」的聯合聲明。
2017年2月6日，阿利耶夫訪問歐盟總部布魯塞爾，拜會歐盟外交與安全政策高級代表，會見歐盟理事會主席、委員會主席和能源聯盟專員，最後歐盟和阿塞拜疆於2018年7月11日簽署了“夥伴關係優先事項”。

#### 法國
2017年3月12日至15日，阿利耶夫對法國進行正式訪問並且會見國際公司苏伊士集团、海軍集團、國際培訓中心（CIFAL）和空中巴士國防航天太空系統項目的總裁。在與法國企業家會面時，他表示，一些公司在阿爾察赫共和國的活動“是不可接受的，違反了國際法和本國法律”。訪問結束後，阿利耶夫在愛麗舍宮會見了法國總統。法國總統弗朗索瓦·奧朗德發表新聞聲明稱，“納戈爾諾-卡拉巴赫衝突的現狀不是正確的選擇，他希望能夠恢復談判。”2020年納戈爾諾-卡拉巴赫戰爭期間，法國支持敵對的亞美尼亞，阿利耶夫要求法國總統馬克龍就阿塞拜疆僱用敘利亞反抗軍的指控道歉。

#### 俄羅斯

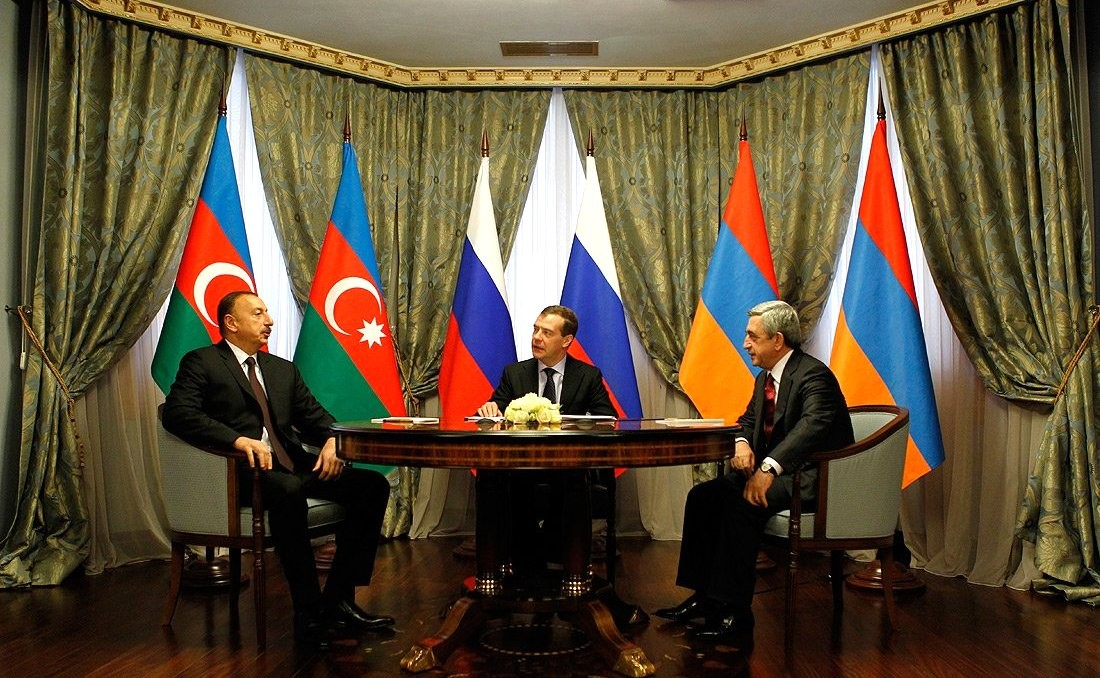
阿利耶夫與俄羅斯總統德米特里·梅德韋傑夫和亞美尼亞總統謝爾日·薩爾基相，2012年1月23日

2004年2月6日，阿利耶夫與俄羅斯總統弗拉基米爾·普京簽署了《莫斯科宣言》，其中闡明了阿塞拜疆與俄羅斯之間的關係原則。2005年2月16日，阿利耶夫參加了俄羅斯阿塞拜疆年的開幕儀式。2006年6月29日，伊利哈姆·阿利耶夫和俄羅斯聯邦前總統德米特里·梅德韋傑夫就裏海問題發表聯合聲明。2018年，阿利耶夫與普京簽署了關於兩國經濟合作優先領域的聯合聲明。阿利耶夫與俄羅斯和伊朗領導人於2016年在巴庫會面，討論地區內恐怖主義、跨國有組織犯罪、武器走私和販毒。三邊峰會簽署了一項宣言，旨在開發從印度到聖彼得堡的「國際南北運輸走廊」，為現有海上航線提供更好的替代方案。

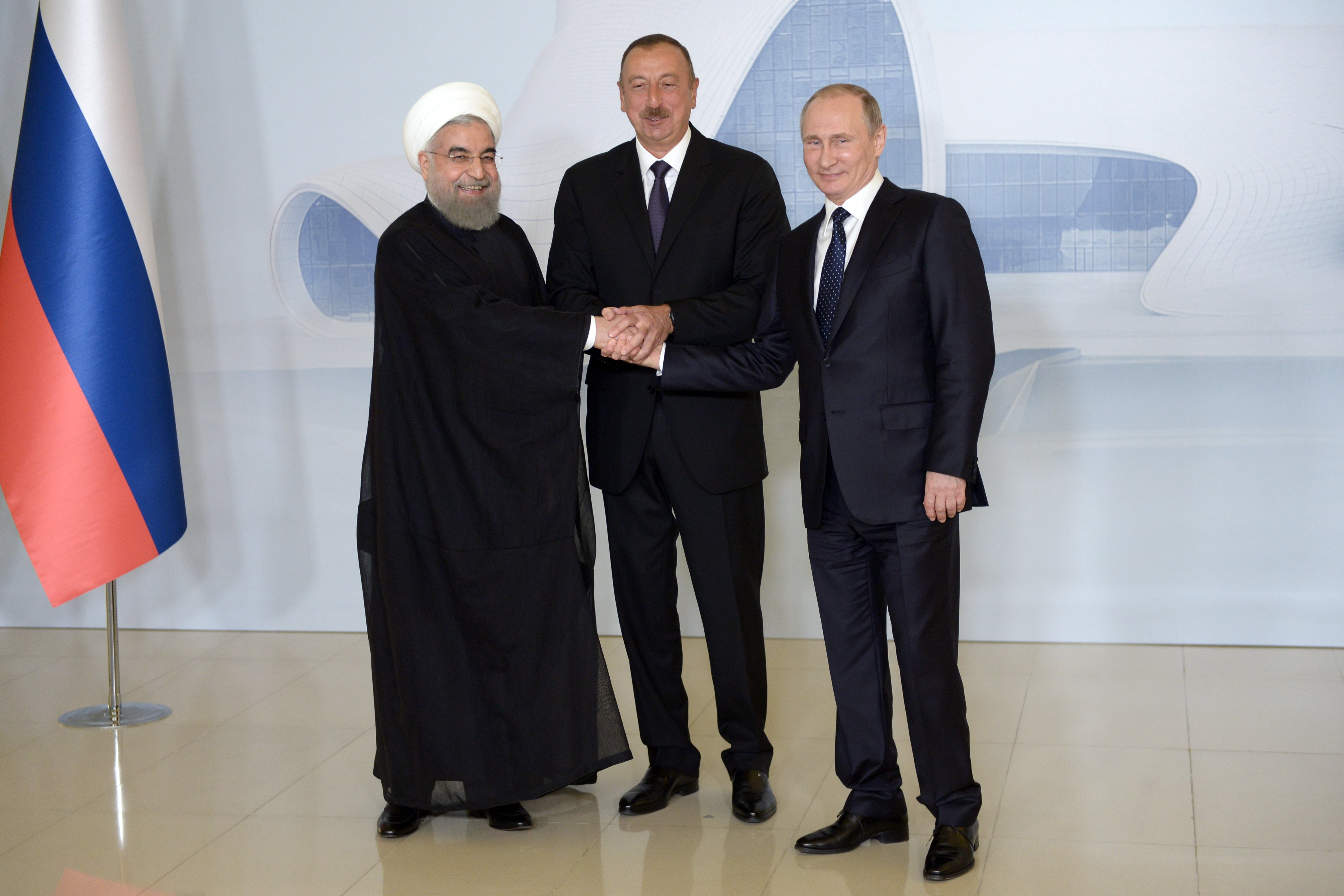
三邊峰會前的合照。從左至右：哈桑·魯哈尼、伊利哈姆·阿利耶夫和弗拉基米爾·普京

#### 中国

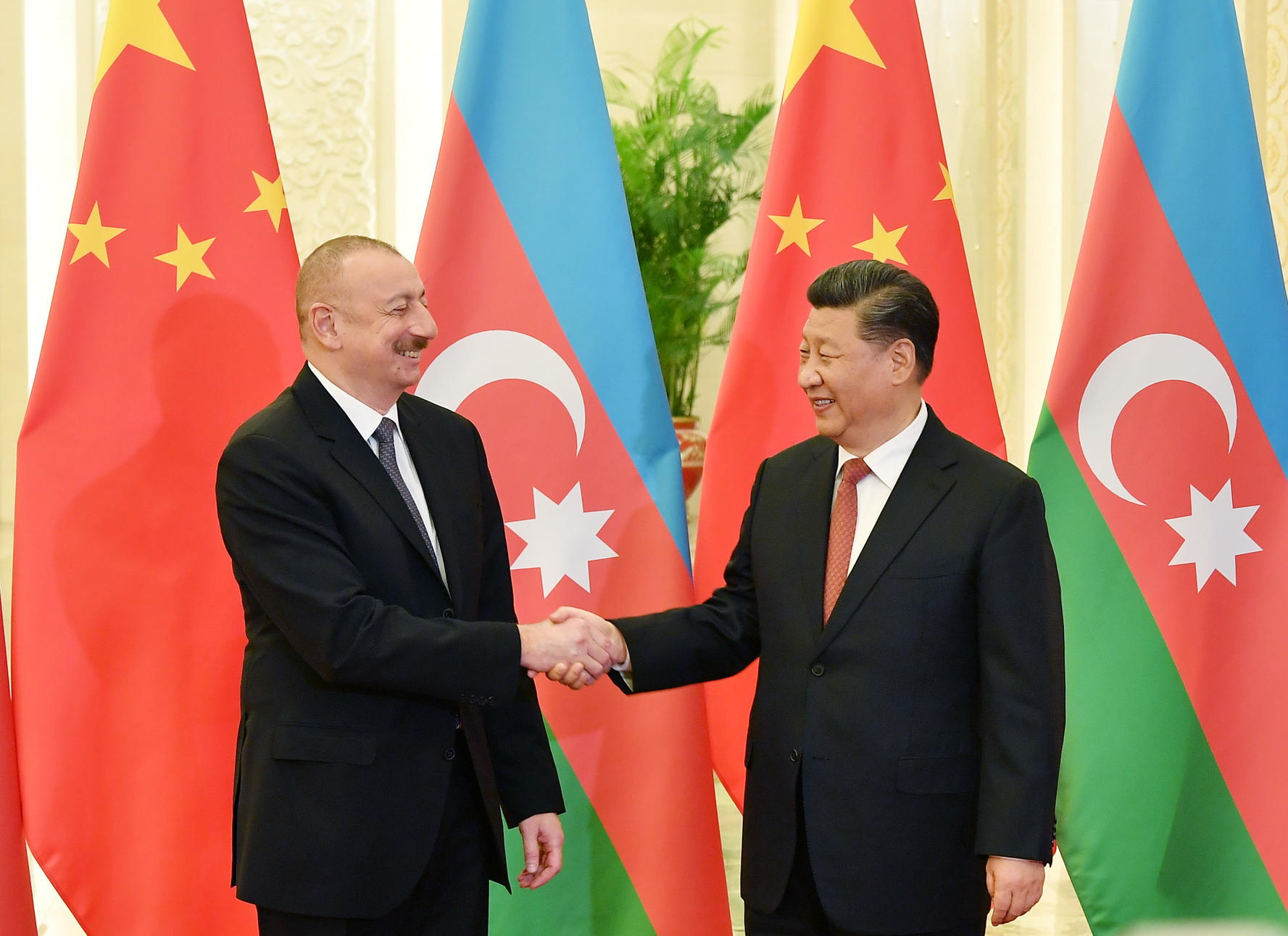
2019年4月，阿塞拜疆总统伊利哈姆·阿利耶夫访华，与中华人民共和国领导人习近平会面

2005年3月，阿塞拜疆总统伊利哈姆·阿利耶夫对中国进行国事访问。2008年8月，阿利耶夫总统来华出席北京奥运会开幕式。2014年5月，阿利耶夫抵达中国出席亚洲相互协作与信任措施会议第四次峰会，并于5月20日与习近平会谈，双方高度评价对方在国际地区关系秩序和经济发展方面做出的贡献。2015年12月，阿利耶夫总统再次对华进行国事访问。双方共同签署《中阿关于进一步发展和深化友好合作关系的联合声明》，共同见证了《中阿关于共同推进丝绸之路经济带建设的谅解备忘录》及经贸、司法、民航、教育、交通、能源等领域双边合作文件的签署。2016年5月，习近平特使、中共中央政治局委员、中央政法委书记孟建柱访阿塞拜疆。同年6月2日，中共中央政治局常委、国务院副总理张高丽访阿塞拜疆，在巴库会见阿塞拜疆总统阿利耶夫。2018年6月，阿塞拜疆国民议会主席阿萨多夫访华。2019年5月，中国国务委员兼外交部长王毅访问阿塞拜疆。9月，全国人大常委会委员长栗战书访阿。10月，阿副总理阿布塔雷博夫来华出席2019年北京世园会闭幕式。
2019年4月24日，阿塞拜疆总统伊利哈姆·阿利耶夫访华，参加第二届“一带一路”国际合作高峰论坛，中共中央总书记、中国国家主席习近平同日在人民大会堂会见阿利耶夫总统。
2022年4月2日，中阿建交30周年两国领导人互致贺电。
2025年，在習近平邀請下，伊利哈姆·阿利耶夫於4月22日至24日赴中進行友好訪問。

#### 美國

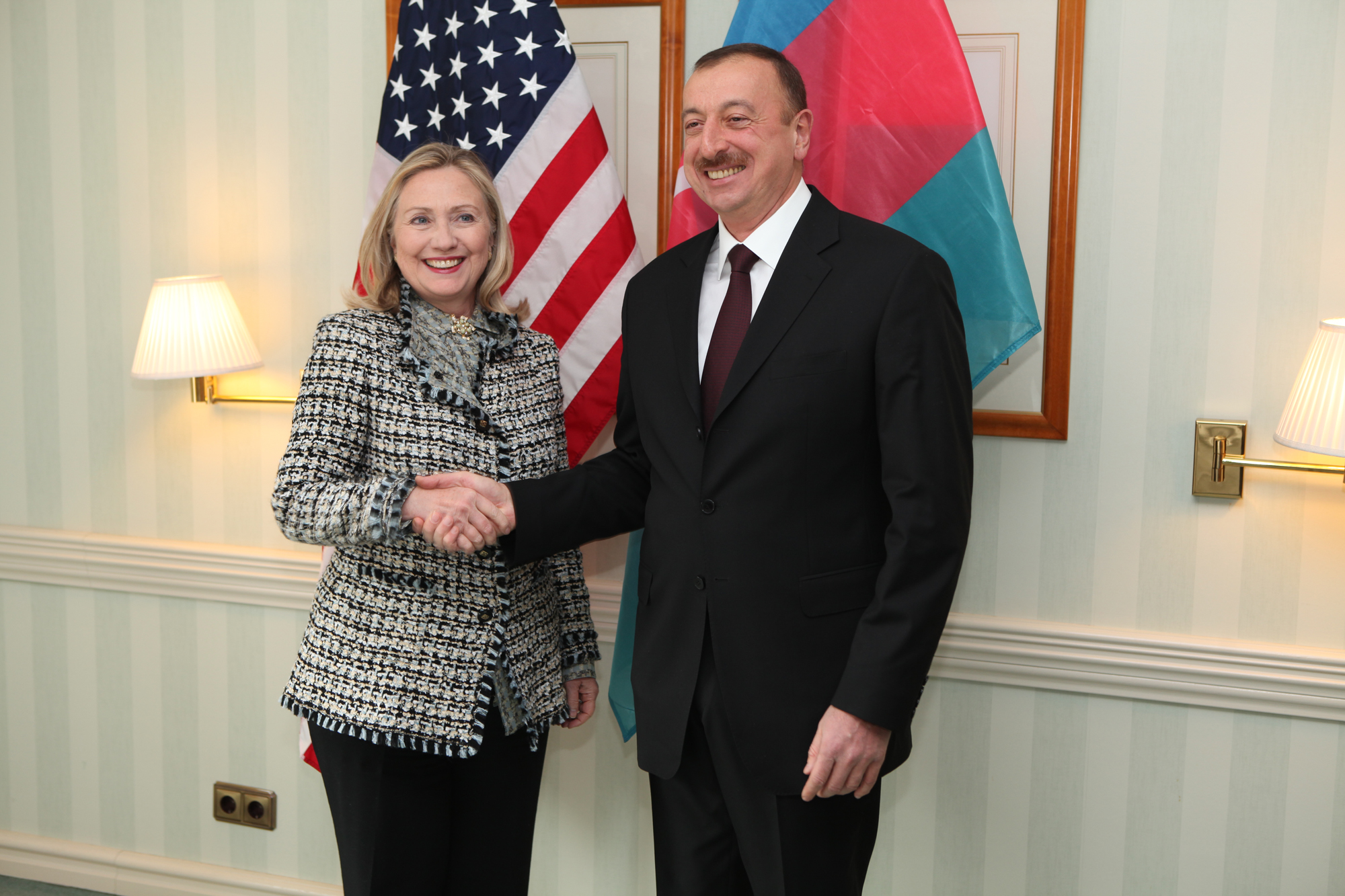
2012年阿利耶夫與美國國務卿希拉里·克林頓

阿利耶夫在任時與各屆美國總統都見過面：喬治·布殊、奧巴馬和特朗普。

## 評價
紐約時報批評指，阿利耶夫擔任總統期間，嚴密控制社會，消滅异見，監禁調查記者。
2016年11月2日，非政府组织「无国界记者」把阿利耶夫列入“新闻自由掠夺者”名单。

## 荣誉

### 外国勋章奖章
- 突厥世界最高勋章（突厥语国家合作委员会，2021年11月12日于伊斯坦布尔颁发）：表彰其带领阿塞拜疆在解放领土、维护领土完整上取得历史性胜利[53]。